# Galizia (Europa centrale)
La Galizia (in ruteno, in ucraino Галичина?, Halyčyna; in polacco Galicja; in ceco e in slovacco Halič; in tedesco Galizien; in ungherese Galícia/Gácsország/Halics; in romeno Galiția/Halici; in russo Галиция?, Galicija; in yiddish גאַליציע‎?, Galitsie) è una regione storica e geografica localizzata al crocevia dell'Europa centrale e orientale.
Un tempo parte del più vasto Principato di Galizia-Volinia e più tardi possedimento in mano alla corona dell'Austria-Ungheria con il nome di Regno di Galizia e Lodomeria, si può individuare nei pressi dell'odierna demarcazione tra Polonia e Ucraina. La Galizia, così chiamata per via dell'importante insediamento in epoca medievale di nome Halyč, viene menzionata per la prima volta nelle cronache storiche ungheresi nell'anno 1206 come Galiciae. Nel 1253 il principe Danilo di Galizia venne incoronato re della Rus' (in latino Rex Rusiae) o re di Rutenia in seguito all'invasione mongola di tale regione. Nel 1352 il Regno di Polonia annesse il Principato di Galizia e Volinia e lo convertì nel Voivodato di Rutenia (in latino Palatinatus Russiae).
Il nucleo della Galizia storica si estende in alcune delle moderne regioni dell'Ucraina occidentale, in particolare gli oblast' di Leopoli, Ternopil' e di Ivano-Frankivs'k nei pressi di Halyč. Nel XVIII secolo i territori in seguito divenuti parte dei moderni voivodati della Piccola Polonia, dei Precarpazia e della Slesia furono aggiunti dalla monarchia asburgica alla Galizia. Per quanto riguarda i due centri principali della regione, questi sono situati nel cuore dell'antica Rutenia Rossa (Leopoli) e nella Piccola Polonia (Cracovia). La Galizia finì per essere oggetto di contesa tra la Polonia e la Rutenia fin dal medioevo e nel XX secolo tra la Polonia e l'Ucraina. Nel X secolo furono fondate diverse città in Galizia quali Volodymyr-Volyns'kyj e Jarosław, i cui nomi risultano legati a due Gran Principi di Kiev. Si riscontrano notevoli varietà etniche e religiose tra Galizia e Podolia (situata a est) così come tra Galizia e Rutenia sud-occidentale, soprattutto a ridosso del triplice confine di Stato tra Polonia, Ucraina e Slovacchia (la cosiddetta Rutenia subcarpatica).

## Origine e variazioni del nome

Stemma della Lodomiria

Il nome Galicia et Lodomeria venne usato per la prima volta nel XIII secolo dal re Andrea II d'Ungheria. Si trattava di una versione latinizzata dei nomi slavi Halyč e Volodymyr, le due più grandi città del principato ucraino (o ruteno) di Galizia e Volinia, che all'epoca si trovava sotto il dominio ungherese.
L'origine del nome ucraino Halyč (Halicz in polacco, Galič in russo, Galic in latino) è incerta. Alcuni storici credono che il termine abbia a che fare con le popolazioni di origine celtica che si insediarono nelle vicinanze, dato che è correlato a molti nomi simili di luoghi sparsi per l'Europa, come Galazia in Turchia, Gallia in Francia, e Galizia in Spagna. Altri sostengono che il nome sia di origine slava – da halyca/galica che significa "collina spoglia", o da halka/galka che significa "taccola". La taccola venne usata nello stemma cittadino e in seguito anche su quello della Galizia. Il nome, comunque, nasce prima dello stemma, che potrebbe rappresentare un'etimologia popolare.
Anche se gli ungheresi furono espulsi dal principato di Galizia e Volinia nel 1221, i re magiari (e anche gli Angiò-Durazzo del Regno di Napoli) continuarono a fregiarsi del titolo di re di Galicia et Lodomeria. Nel XVI secolo questi titoli vennero ereditati, insieme alla corona ungherese, dagli Asburgo (1527). Nel 1772 l'imperatrice Maria Teresa, arciduchessa d'Austria e regina d'Ungheria, decise di usare queste antiche pretese storiche per giustificare la sua partecipazione alla prima spartizione della Polonia; a seguito della spartizione l'Austria poté annettere vasti territori ma non quelli della Volinia, che - assieme alla città di Volodymyr - vennero assegnati alla Russia. In compenso, la Galizia austriaca inglobò gran parte della Piccola Polonia, storicamente ed etnicamente polacca (a differenza della Volinia che era etnicamente rutena). La Galizia asburgica rimase austriaca anche dopo l'Ausgleich del 1867, nonostante il fatto che tale territorio era anticamente appartenuto alla corona ungherese: nell'ambito dell'Impero Austro-Ungarico si trovò quindi a far parte della Cisleitania.
Il nome ufficiale completo delle nuove province austriache era:
Regno di Galizia e Lodomiria con i Ducati di Auschwitz e Zator.
Dopo l'incorporazione della Libera Città di Cracovia, nel 1846, venne esteso a:
Regno di Galizia e Lodomiria, e Granducato di Cracovia, con i Ducati di Auschwitz e Zator.
Ognuna di queste entità era formalmente separata; erano elencate in questo modo nei titoli dell'imperatore d'Austria, ognuna aveva la sua bandiera e il suo stemma distintivo. A scopi amministrativi, comunque, formavano una singola provincia. I ducati di Auschwitz (Oświęcim) e Zator erano piccoli principati storici a ovest di Cracovia, sul confine con la Slesia prussiana. La Lodomiria era infine austriaca solo di nome: di fatto i territori dell'antica Lodomiria (Volinia) erano da molti secoli sotto sovranità russa.

### Galizia e Lodomiria in varie lingue
- Latino: Galicia et Lodomeria
- Tedesco: Galizien und Lodomerien
- Ungherese: Gácsország (o Halics) és Lodoméria
- Polacco: Galicja i Lodomeria
- Slovacco: Halič a Vladimírsko o Galícia a Lodoméria
- Ucraino: Hałyčyna i Vołodymyrija (Галичина і Володимирія)
- Romeno: Galiția și Lodomeria

## Geografia fisica

### Profili generali
Fino al 1918 la Galizia costituì una provincia dell'Austria-Ungheria, confinante a nord con la Russia (il confine era segnato in parte dall'alto corso della Vistola, fino alla confluenza con il San, e poi, con andamento irregolare, raggiungeva le sorgenti dello Zbruč, affluente del Dnestr); a ovest, per breve tratto, con la Slesia germanica e con quella austriaca; a sud con l'Ungheria (il confine passava, come passa attualmente quello tra la Polonia e la Slovacchia, sulla displuviale carpatica); a est con la Bucovina, altra provincia austriaca, e la Russia (fiume Zbruč). Intesa entro questi limiti, la Galizia ha una superficie di circa 79000 km² e comprende: il versante orientale dei Carpazi dalle sorgenti della Vistola a quelle del Prut; la fascia subcarpatica di colline neogeniche, alta per lo più dai 200 ai 500 m; la parte occidentale dell'altipiano cretacico, coperto da terreni miocenici, della Podolia, alto in massima parte dai 300 ai 500 m, il quale ha una prosecuzione, verso nord-ovest, nel Roztocze, un rilievo che presenta una cresta parallela all'arco dei Carpazi Orientali e importante perché vi passa lo spartiacque tra il Mar Baltico e il Mar Nero; un breve lembo di bassopiano (a nord-ovest). Quasi tutta la regione invia le sue acque alla Vistola (Galizia occidentale e nord-orientale, incisa dalle valli del Dunajec, della Wisłoka, del San e del Bug) e al Dnestr, il cui corso superiore percorre in un profondo solco la Galizia orientale, e vi riceve affluenti notevoli (Stryj, Limnycja e Bystrycja, di destra; Strypa e Seret, di sinistra). L'estremo lembo sud-orientale della regione invia le sue acque al Prut.

### Clima
Date le assai diverse condizioni topografiche e altimetriche (dai 150–200 m della zona a sud della confluenza Vistola-San si sale a oltre 2600 m negli Alti Tatra), il clima è vario: di carattere alpino nelle zone elevate dei Carpazi, è prettamente continentale nel resto della Galizia. A Cracovia (214 m) si ha un'escursione media annua di 20,9 °C (temperatura media annua, 8,9 °C; del gennaio, –1,6 °C; del luglio, 19,3 °C); a Leopoli (320 m) l'escursione annua è di 21,7 °C (temperatura annua, 8,3 °C; del gennaio, –2,7 °C; del luglio, 19,0 °C); a Ternopil' (318 m) l'escursione è di 22,4 °C (temperatura annua, 7,4 °C; del gennaio, –3,9 °C; del luglio, 18,5 °C). È chiaro come la continentalità vada aumentando da ovest verso est. Le precipitazioni, prevalentemente estive (Cracovia, 35%; Leopoli, 31%), sono abbondanti nelle zone elevate (già a Zakopane, a 850 m, si registrano 1145 mm all'anno), ma nella maggior parte della regione oscillano tra i 600 e gli 800 mm (Cracovia, 673 mm; Leopoli, 769).

## Storia

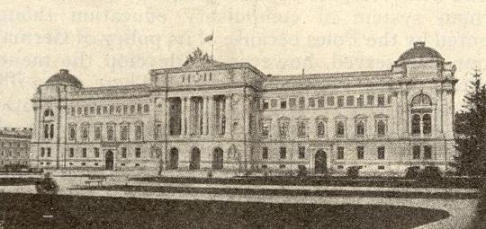
La Camera dei deputati della Polonia galiziana (parlamento) a Leopoli

In epoca romana la regione risultava popolata da varie tribù di etnia celto-germanica: quelle di origine esclusivamente celtica, ovvero i Galice o "Galici", i Bolihinii o "Volini", i Lugi e i Cotini, e quelle di origine germanica, come i Vandali e Goti: tutte le varie etnie presentavano in comune alcuni aspetti della cultura di Przeworsk e di Púchov. In concomitanza con le invasioni barbariche e la conseguente caduta dell'impero romano, vari gruppi di popolazioni nomadi invasero l'area: nel complesso le tribù slave orientali dei Croati Bianchi e dei Tiverzi si imposero nella regione sin dal VI secolo e fino a quando non furono sottomessi dalla Rus' di Kiev nel X secolo.
Nel XII secolo prese forma il Principato di Halyč (riportato anche nelle varianti Halicz, Halics, Galič o Galic) guidato da sovrani membri della dinastia rjurikide: fu Romano il Grande a riuscire a unire alla fine del secolo la Galizia alla vicina Volinia costituendo il Principato di Galizia-Volinia. In passato, le due regioni risultavano due entità separate, assegnate a rotazione ai membri più giovani della dinastia di Kiev. La Galizia-Volinia fu creata dopo la morte nel 1198 o 1199 (e senza un erede riconosciuto in linea paterna) dell'ultimo principe di Galizia, Vladimir II Jaroslavič. Nel momento in cui avvenne l'unione, i due centri principali della Galizia-Volinia risultavano Halyč e Volodymyr. Nel 1204 il sopraccitato Romano conquistò Kiev, formalizzò presto un'alleanza con la vicina Polonia e poi con l'Ungheria, stabilendo infine proficue relazioni diplomatiche con l'Impero bizantino.
Nel 1205 Romano ruppe l'accordo con gli alleati polacchi scatenando un conflitto con Leszek il Bianco e Corrado di Masovia. Romano fu successivamente ucciso nella battaglia di Zawichost (1205) e il suo dominio entrò in un periodo di ribellione e caos. Considerate le fragilità, Polonia e Ungheria iniziarono a concentrarsi sulla Galizia-Volinia. Fu il re Andrea II d'Ungheria ad auto-proclamarsi di lì a poco rex Galiciae et Lodomeriae, ovvero "re di Galizia e Vladimir [in-Volinia]", un titolo in seguito adottato nella Casa d'Asburgo. In un compromesso stipulato nel 1214 tra l'Ungheria e la Polonia, si scelse di assegnare il trono di Galizia-Volinia al figlio di Andrea, Colomanno.

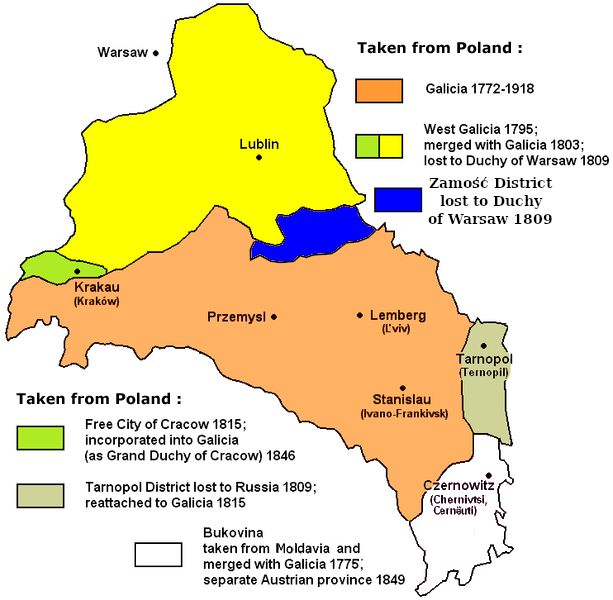
Cambiamenti territoriali della Galizia, 1772–1918

Nel 1352 il principato venne spartito tra il regno polacco e il Granducato di Lituania. Con l'Unione di Lublino del 1569 la Polonia e la Lituania si fusero formando la Confederazione polacco-lituana, la quale durò in essere per 200 anni fino a quando non avvennero le spartizioni della stessa a vantaggio della Russia, della Prussia e dell'Austria.

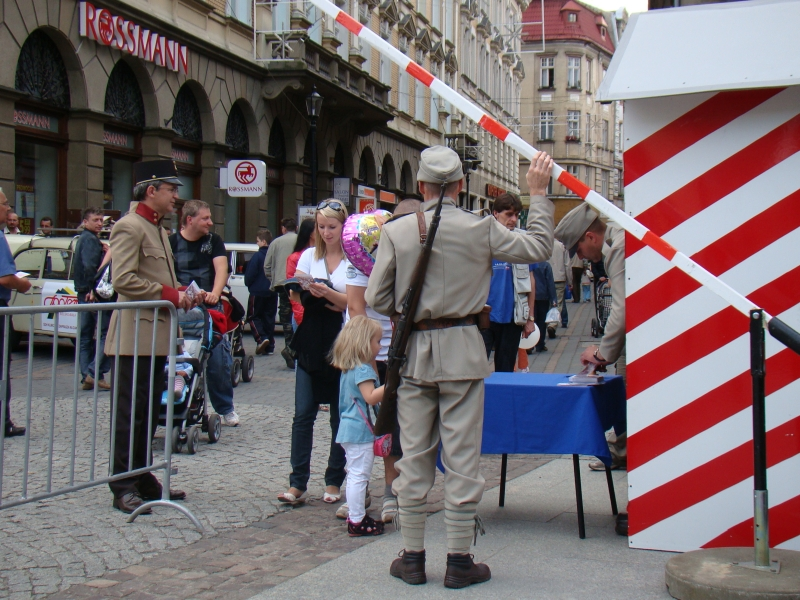
Ricostruzione del confine storico (1772-1918) tra la Galizia austriaca e la Slesia austriaca a Bielsko-Biała

A seguire della prima spartizione avvenuta nel 1772, la parte sud-orientale della vecchia Confederazione polacco-lituano fu assegnata all'imperatrice Maria Teresa d'Austria, rinominando la regione a livelli amministrativo in Regno di Galizia e Lodomeria: i confini dello stesso coincidevano grosso modo con quelli dell'antico principato medievale. Conosciuta informalmente come Galizia, tale provincia appariva la più estesa, la più popolosa e quella più settentrionale dell'Impero austriaco: dopo il 1867, quando venne costituita l'Austria-Ungheria, la Galizia rientrò nella Cisleitania, ovvero la denominazione non ufficiale riservata alla metà occidentale dell'Impero: nello stesso periodo iniziarono a proliferare circoli culturali ruteni e polacchi. Durante la prima guerra mondiale, la Galizia fu teatro di pesanti combattimenti tra le forze della Russia e gli Imperi centrali. I combattimenti iniziarono nel 1914 quando l'esercito russo avanzò nella provincia austro-ungarica della Galizia e nella Prussia orientale tedesca. Alla fine di dicembre del 1914 i russi controllavano quasi tutta la Galizia: il fronte si stabilizzò per poco tempo e gli attaccanti dovettero abbandonare la Galizia nella primavera e nell'estate del 1915 per via di un'offensiva combinata delle forze tedesche, austro-ungariche e turche. La dissoluzione della monarchia asburgica al termine della prima guerra mondiale, nel 1918, comportò una serie di conseguenze non irrilevanti riguardo alle future sorti della regione.

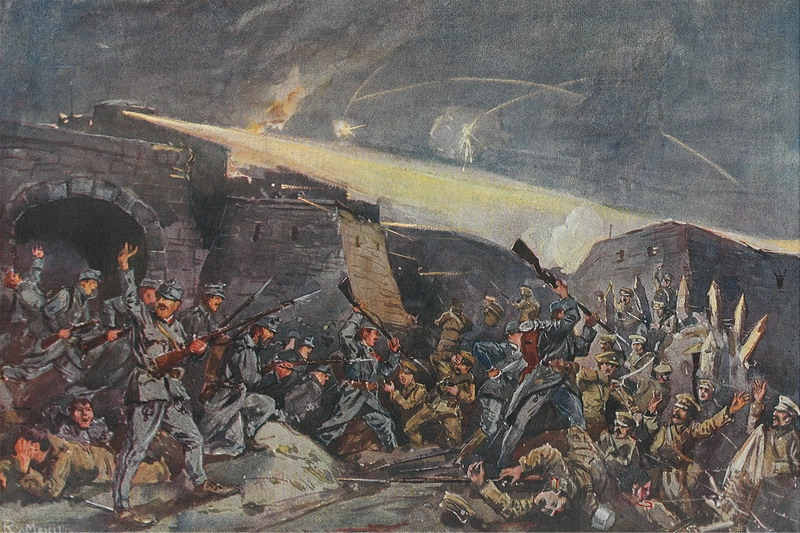
L'assedio di Przemyśl nel 1915

Nel 1918 la Galizia occidentale divenne parte della restaurata Repubblica di Polonia, mentre la popolazione ucraina locale cercò di approfittare dell'instabile condizione dell'Europa centrale dopo il termine della Grande Guerra per sancire l'indipendenza della Galizia orientale come Repubblica Nazionale dell'Ucraina Occidentale. Durante la guerra polacco-sovietica prese forma, basandosi su fragili fondamenta, la Repubblica Socialista Sovietica di Galizia di breve durata a Ternopil'. Il destino della Galizia fu deciso dalla pace di Riga il 18 marzo 1921, quando questa andò alla Seconda Repubblica di Polonia. Sebbene una simile scelta non sia mai stata accettata come legittima da alcuni ucraini, questa fu riconosciuta a livello internazionale nel 1923.
Gli ucraini dell'ex Galizia orientale e della vicina provincia di Volinia costituivano circa il 12% della popolazione della Seconda Repubblica polacca e costituivano la più numerosa minoranza. Poiché le politiche del governo polacco risultavano ostili nei confronti delle minoranze, le tensioni tra il governo polacco e la popolazione ucraina crebbero, contribuendo in seguito all'ascesa della militante organizzazione clandestina dei nazionalisti ucraini.
Nel preludio alla seconda guerra mondiale il patto Molotov-Ribbentrop ripartì la Polonia approssimativamente lungo la linea Curzon, quindi tutti i territori a est dei fiumi San, Bug e Neman vennero annessi all'URSS, rientrando tra questi vi era la maggior parte della Galizia. Il territorio venne diviso in quattro distretti amministrativi: quello di Leopoli, quello di Stanislav, quello di Drohobyč e quello di Ternopil' (quest'ultimo comprendente parti della Volinia), tutti appartenenti alla Repubblica Socialista Sovietica Ucraina. Il periodo 1939-1941 risulta controverso in riferimento alle basi della legittimazione sovietica per l'annessione della regione. Mentre molti ucraini gioirono, almeno inizialmente, per essere parte di una nazione che almeno rispettava la loro identità nazionale, la repressione sovietica fece sentire diversamente l'intellighenzia (principalmente polacca). Il periodo di sovietizzazione venne fermato quando la Germania, con l'Operazione Barbarossa occupò la Galizia nel 1941 e la incorporò nel Governatorato Generale come Distrikt Galizien (Distretto della Galizia). Poiché nella visione tedesca la Galizia era già arianizzata e civilizzata, ai galiziani non ebrei sfuggì la vera natura delle intenzioni che molti altri ucraini avevano dovuto sopportare, mentre gli ebrei galiziani subirono lo sterminio come altrove in Ucraina. Anche i conflitti tra polacchi e ucraini si intensificarono in quel periodo, con scontri tra l'Armia Krajowa da una parte e l'Esercito Insurrezionale Ucraino e i partigiani sovietici dall'altra, il massacro dei polacchi in Volinia, e in misura minore in Galizia, e gli attacchi di rappresaglia verso gli ucraini.
Il confine venne in seguito riconosciuto dagli Alleati fin dal 1944; nel 1947 la regione venne etnicamente ripulita dai sovietici e dal governo comunista polacco (Operazione Vistola). La vecchia provincia, nella forma datale dall'Austria nel 1800, rimane oggi divisa, con la parte occidentale appartenente alla Polonia, e la parte originale orientale, appartenente all'Ucraina.

## Demografia

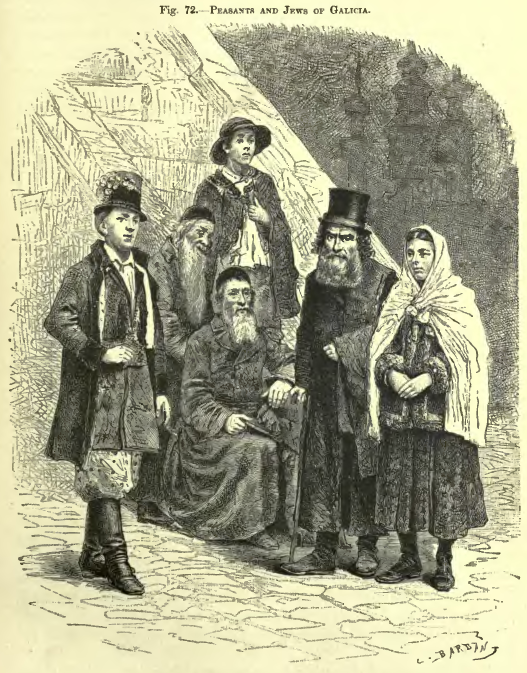
Contadini ed ebrei della Galizia nei loro costumi tipici, 1886 circa

Nel 1773 la Galizia contava circa 2,6 milioni di abitanti in 280 città e centri commerciali minori e circa 5.500 villaggi. Vi erano quasi 19.000 famiglie nobili per un totale di 95.000 membri (circa il 3% della popolazione), mentre i servi della gleba ammontavano a 1,86 milioni, oltre il 70% della popolazione totale. Di questi, un piccolo numero si riferiva a contadini a tempo pieno, ma la stragrande maggioranza (84%) disponeva solo di piccoli possedimenti o addirittura di nessun appezzamento.
La Galizia vantava forse la popolazione etnicamente più diversificata di tutti i paesi della monarchia austriaca, composta principalmente da polacchi e "ruteni". Tra le minoranze, si potevano annoverare ucraini, russi, ebrei, tedeschi, lituani, armeni, cechi, slovacchi, ungheresi, gitani e altri ancora. Nel 1910 in Galizia si contava il 45,4% dei polacchi, il 42,9% dei ruteni, il 10,9% di ebrei e lo 0,8% di tedeschi. Non si trattava di una distribuzione uniforme, in quanto i polacchi risiedevano principalmente nell'ovest, con i ruteni che rappresentavano la maggioranza nella regione orientale ("Rutenia"). A cavallo del XXI secolo i polacchi costituivano l'88,6% dell'intera popolazione della Galizia occidentale, i ruteni il 3,2%, gli ebrei il 7,9%, i tedeschi lo 0,2% e gli altri lo 0,1%. I rispettivi dati per la Galizia orientale mostrano i seguenti numeri: ruteni 61,7%, polacchi 25,3%, ebrei 12,4%, tedeschi 0,3% e altri 0,2%. Delle 44 divisioni amministrative della Galizia orientale austriaca, Leopoli (in polacco: Lwów, in tedesco: Lemberg) era l'unica in cui i polacchi costituivano la maggioranza della popolazione.
Per quanto riguarda le lingue predominava quella polacca. Secondo il censimento del 1910, il 58,6% della popolazione complessiva della Galizia occidentale e orientale parlava il polacco come lingua madre rispetto al 40,2% che si esprimeva in ruteno. Il numero di polacchi potrebbe essere stato volutamente sovrastimato perché agli ebrei non veniva data la possibilità di elencare lo yiddish come idioma.
Gli ebrei galiziani hanno una storia che vanta origini molto antiche: immigrati nel Medioevo dalla Germania, crebbero rapidamente di numero nel corso dei secoli. Le persone di etnia tedesca, invece, giungevano perlopiù dalla Sassonia o dalla Svevia.
Per gli abitanti che parlavano lingue native diverse, per esempio polacchi e ruteni, l'identificazione risultava meno problematica, ma il diffuso multilinguismo offuscava nuovamente le divisioni etniche.
A livello religioso la Galizia era perlopiù cristiana. Il cattolicesimo era praticato secondo due riti: i polacchi seguivano il cattolicesimo romano, gli ucraini la Chiesa greco-cattolica. L'ebraismo rappresentava il terzo gruppo religioso più numeroso e, in particolare, la Galizia era un noto centro chassidista.

### Etnografia
- Abitanti della montagna (gruppi di parentela più numerosi): Żywczaki o gorali di Żywiec (in polacco Górale Żywieccy), Babiogórcy o gorali di Babia Góra, gorali di Rabka o Zagórzanie, Kliszczaki, gorali di Podhale (in polacco Górale podhalańscy), gorali di Nowy Targ o Nowotarżanie, gorali di Pieniny (Górale pienińscy) e di Nowy Sącz (Górale Sądeccy), gorali di Spiš o Gardłaki, Kurtacy o Czuchońcy (lemchi e russini), bojko (Werchowyńcy), tucholcy, hutsuli (Czarnogórcy).
- Dale Dwellers (gruppi di parentela più numerosi): Krakowiacy, Masuri, Grębowiacy (Lesowiacy o Borowcy), Głuchoniemcy, Bełżanie, Bużanie (Łopotniki, Poleszuki), Opole, Wołyni, Pobereżcy or Nistrowianie.[44]

## Economia
Pur essendo una delle regioni più popolose d'Europa, la Galizia fu anche una delle meno sviluppate economicamente. La prima descrizione dettagliata della situazione economica della regione venne preparata da Stanisław Szczepanowski (1846-1900), un avvocato, economista e chimico polacco, che nel 1873 pubblicò la prima versione del suo rapporto intitolato Nędza galicyjska w cyfrach (La povertà galiziana in cifre). Basandosi sulla sua esperienza come lavoratore nell'India Office, oltre al suo lavoro sullo sviluppo dell'industria petrolifera nella regione di Borysław e sui dati del censimento ufficiale pubblicato dal governo austro-ungarico, egli descrisse la Galizia come una delle regioni più povere d'Europa.
Nel 1888 la Galizia occupava una superficie di 78500 km² ed era popolata da circa 6,4 milioni di abitanti, di cui 4,8 milioni erano contadini (75% della popolazione totale). La densità della popolazione era di 81 abitanti per chilometro quadrato, superiore a quella della Francia (71 ab./km²) o della Germania.
L'aspettativa media di vita era di 27 anni per gli uomini e di 28,5 per le donne, rispetto ai 33 e 37 anni in Boemia, 39 e 41 in Francia e 40 e 42 nel Regno Unito. Anche la qualità della vita era molto più bassa. Il consumo annuo pro capite di carne non superava i 10 kg, rispetto ai 24 dell'Ungheria e ai 33 della Germania. Ciò era dovuto principalmente a un reddito medio molto più basso.
Il reddito medio pro capite non superava i 53 fiorini, rispetto ai 91 fiorini del Regno di Polonia, ai 100 dell'Ungheria e ai più di 450 del Regno Unito. Anche le tasse erano relativamente alte e ammontavano a 9 fiorini all'anno (circa il 17% del reddito), rispetto al 5% della Prussia e al 10% del Regno Unito. Pure la percentuale di persone con alto reddito era più bassa che in altre parti dell'Impero e d'Europa: la tassa sul lusso, pagata da persone il cui reddito annuo superava i 600 fiorini, era pagata da 8 persone ogni 1 000 abitanti, rispetto ai 28 della Boemia e ai 99 dell'Austria Inferiore. Nonostante l'alta tassazione, il debito nazionale del governo galiziano superò sempre i 300 milioni di fiorini, ovvero circa 60 fiorini pro capite.
Complessivamente la regione veniva usata dal governo austro-ungarico principalmente come riserva di forza lavoro a basso costo e di reclute per l'esercito, oltre che come zona cuscinetto contro la Russia. Non fu che all'inizio del XX secolo che l'industria pesante iniziò a svilupparsi, e anche allora era legata principalmente alla produzione di guerra. I principali investimenti statali nella regione furono per le ferrovie e per la fortezze di Przemyśl, Cracovia e di altre città. Lo sviluppo industriale fu connesso principalmente all'industria petrolifera privata avviata da Ignacy Łukasiewicz e alle miniere di sale di Wieliczka, funzionanti almeno fin dal medioevo.

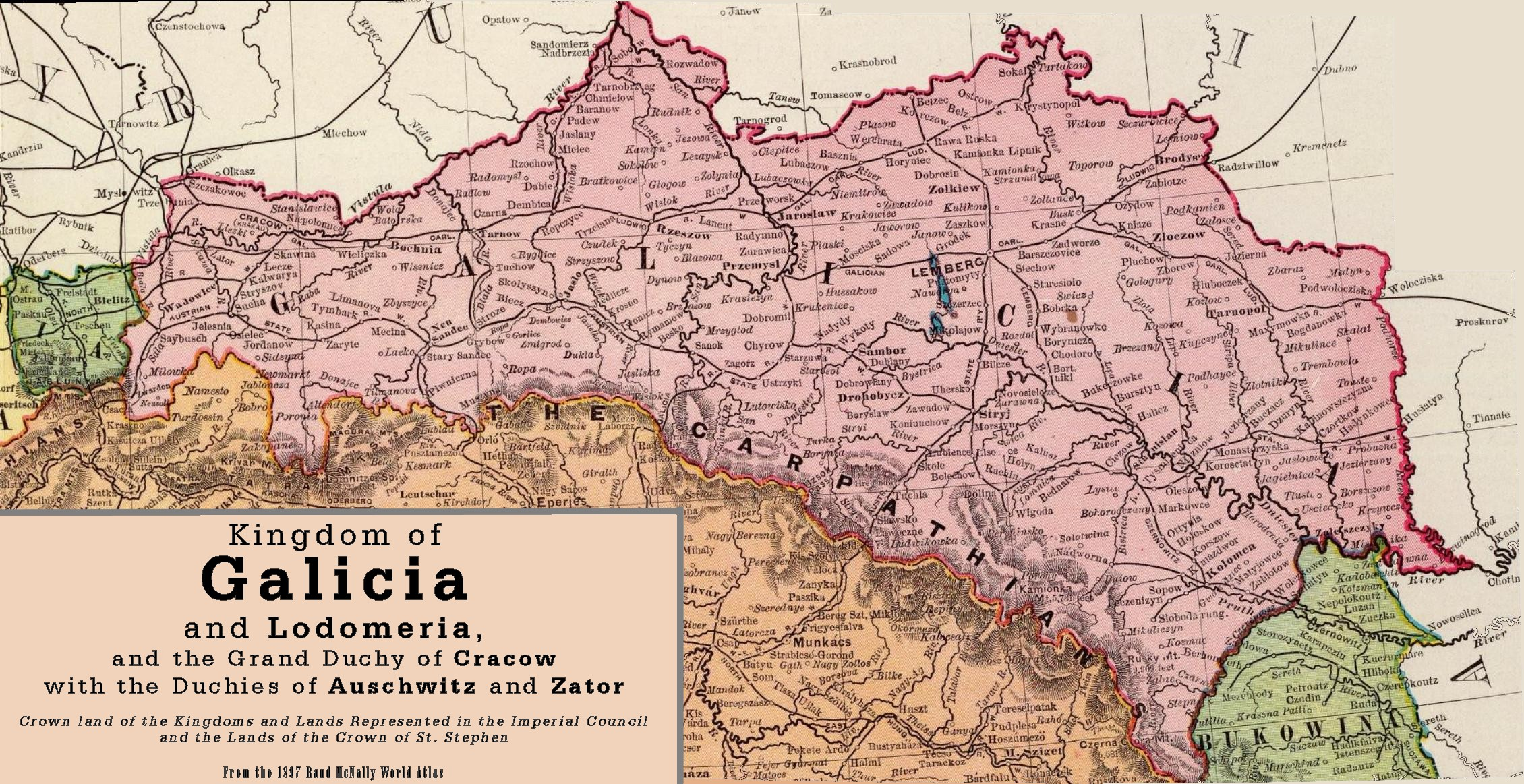
Linee ferroviarie in Galizia prima del 1897

L'industria petrolifera, in particolare, subì una crescita vertiginosa tra la fine dell'800 e il 1909, quando la regione, soprannominata "Baku polacca" per la ricchezza dei giacimenti, arrivò a occupare il terzo posto nella classifica mondiale dei produttori di petrolio, con il 4% del greggio totale (2.076.000 tonnellate di petrolio e quasi 15 milioni di barili) e oltre 50 raffinerie. Importanti, in particolare, i giacimenti di Borysław e della vicina Tustanowice, mentre tra le società del settore si distingueva la viennese Galizisch-Karpathische Petroleum Aktien-Gesellschaft. Già negli anni successivi, tuttavia, i pozzi si rivelarono meno ricchi del previsto e nel 1914, allo scoppio della guerra, la produzione era più che dimezzata. La ripresa dell'attività sotto il governo polacco prima e sovietico poi, pur confermando l'importanza del settore petrolifero per la regione, non arrivò più a toccare i livelli del 1909.
All'inizio del '900 il petrolio galiziano era importato anche presso la Raffineria Triestina di Olii Minerali di Trieste (che nel primo dopoguerra fu acquistata dalla Jersey Standard), all'epoca principale porto asburgico, per la fabbricazione del lubrificante Eliol.

## Principali città
- Belz (in polacco: Bełz)
- Bochnia (in tedesco: Salzberg)
- Brody
- Chrzanów
- Cracovia
- Dukla
- Halyč (in polacco: Halicz, in tedesco: Halitsch)
- Husjatyn
- Kolomyja (in tedesco: Kolomea, in ucraino Kolomyya, in polacco: Kołomyja)
- Jarosław (in tedesco: Jaroslau)
- Krosno
- Lesko (Lisko)
- Leopoli (in polacco: Lwów, in ucraino: Lviv, in tedesco: Lemberg)
- Machliniec
- Myślenice
- Nowy Sącz (in tedesco: Neu Sandez, in yiddish: Zanz)
- Oświęcim (in tedesco: Auschwitz)
- Przemyśl (in ucraino: Peremyshl')
- Rava-Rus'ka
- Rzeszów (in yiddish: Rejsza, 1939-45 Reichshof)
- Sambir
- Sanok (in yiddish: Sonik, in ungherese: Sánók)
- Stanyslaviv (in polacco: Stanisławów, in tedesco: Stanislau, in yiddish: Stanislev, oggi: Ivano-Frankivs'k)
- Ternopil' (in polacco: Tarnopol, in russo: Ternopol)
- Tarnów (in tedesco: Tarnau)
- Zališčyky (in polacco: Zaleszczyki)
- Zamość
- Zator
- Drohobyč (in polacco: Drohobycz)
- Zoločiv (in polacco: Złoczów, in yiddish: Zlotshev)